# كيني بيترسون
كيني بيترسون (بالإنجليزية: Kenny Peterson)‏ هو لاعب كرة قدم أمريكية أمريكي، ولد في 21 نوفمبر 1978 في كانتون في الولايات المتحدة.

## وصلات خارجية
- كيني بيترسون على موقع مرجع كرة القدم المحترفة.كوم (الإنجليزية)